# Tous les chemins… mènent à Rome
Tous les chemins… mènent à Rome est une œuvre pour piano d'Henri Dutilleux composée en 1961.

## Présentation
Tous les chemins… mènent à Rome est une courte pièce pour piano d'Henri Dutilleux composée en décembre 1961.  
L'œuvre, de onze mesures, est à l'origine destinée à figurer aux côtés de pages de Darius Milhaud, André Jolivet, Raymond Loucheur, Jean Rivier, Georges Auric et Jean Françaix, notamment, dans une nouvelle édition de la Petite Méthode de Marguerite Long,.  
La partition est publiée par Salabert en 1963,.  
Pour Guy Sacre, la pièce est « très évocatrice, avec ses volutes de grégorien alternant avec de très doux accords d'harmonium ».  
La durée moyenne d'exécution de Tous les chemins… mènent à Rome est d'une minute trente environ,.    
Dans le catalogue des œuvres d'Henri Dutilleux établi par le musicologue Pierre Gervasoni, la pièce porte le numéro PG 53.    

## Discographie
- Henri Dutilleux: Complete Solo Piano Music, John Chen (piano), Naxos 8.557823, 2007.
- Henri Dutilleux: The Centenary Edition, CD 6, Anne Queffélec (piano), Erato 0825646047987, 2015[5].
- Dutilleux: Complete Music for Piano Solo, Vittoria Quartararo (piano), Piano Classics PCL10167, 2021.